# Ochlandra stridula
Ochlandra stridula är en gräsart som beskrevs av George Henry Kendrick Thwaites. Ochlandra stridula ingår i släktet Ochlandra och familjen gräs. Inga underarter finns listade i Catalogue of Life.